# マルコス・アロンソ・ペーニャ
マルコス・アロンソ・ペーニャ（Marcos Alonso Peña、1959年10月1日 - 2023年2月9日）は、スペイン・カンタブリア州サンタンデール出身の元同国代表サッカー選手、元サッカー指導者。ポジションはFWまたはMFだった。
現役時代は、主にアトレティコ・マドリードやFCバルセロナでプレーし、ラ・リーガには計13シーズン在籍して通算302試合4ゴールという結果を残した。

## 選手経歴

### クラブ
カンタブリア州のサンタンデールに生まれ、レアル・マドリードの下部組織で育成された。しかし、レアル・マドリードではトップチーム昇格は叶わず、1977-78シーズンに地元の強豪クラブであるラシン・サンタンデールにてプロデビューを果たした。プロ2年目からレギュラーに定着し、19歳ながらプリメーラの舞台で34試合4ゴールと結果を残した。アロンソ以外にもオルランド・ヒメネスが11ゴールを挙げるなど、攻撃陣は奮闘したが、失点の勢いが止まらず、シーズン終了を待たずしてラシン・サンタンデールはセグンダ降格が決定した。
1979年7月、アトレティコ・マドリードへ移籍した。1シーズン目からレギュラーの座を掴み、2シーズン目にはFCバルセロナとレアル・マドリードに次ぐリーグ3位フィニッシュに大きく貢献し、同シーズン中にスペイン代表から初招集を受けた。3シーズン目には前線にウーゴ・サンチェスが加わり、サンチェスとアロンソの2人はアトレティコの攻撃を牽引するほどの選手になった。
アトレティコでの活躍から、1982年にFCバルセロナへと移籍。加入後すぐにチームの中心選手となり、1年目はリーグ4位に終わるも、コパ・デル・レイとコパ・デ・ラ・リーガ優勝を果たし、国内カップ2冠を成し遂げた。2シーズン目は、自身のキャリアハイ、そしてキャリア唯一のリーグ2桁得点となる12ゴールを叩き出し、チームトップの得点数を稼いだ。翌1984-85シーズン、バルセロナは実に9シーズンぶりとなるリーガ優勝を達成したが、アロンソ自身はスティーブ・アーチボルドの加入などもあって出場機会を減らした。出番の減少はその後も続き、1986-87シーズン終了後にバルセロナを退団した。
1987年7月、古巣のアトレティコ・マドリードに復帰した。加入当初こそリーグ26試合で2ゴールとまずまずの成績を残したものの、2年目に膝に大怪我を負い、シーズンわずか3試合の出場、3年目には冬の1月までリーグ戦出場が皆無になるなど、構想外のような扱いを受けた。その1989-90シーズンの冬の移籍市場でアトレティコを去り、CDログロニェスに加入した。しかし、ログロニェスでも状況が好転せず、シーズン終了後およそ半年でログロニェスを退団した。
1991年4月、フリーとなっていたアロンソは自身がプロデビューを果たしたクラブ、ラシン・サンタンデールに加入した。当時セグンダB所属と、低迷した古巣への復帰となったが、怪我の影響などもあって満足いく出場機会が得られず、シーズン終了時にクラブを去り、31歳で現役を引退した。一方、ラシン・サンタンデールはセグンダBで優勝を果たしてセグンダ昇格を決めている。

### 代表
1979年7月、FIFA U-20ワールドカップを戦うスペイン代表に選ばれ、3試合に出場した。しかし、ベスト8のポーランド戦にてPK戦の末敗れ、大会を後にした。
1980年6月、当時アトレティコ・マドリードに在籍していたアロンソは、齢20歳ながらレギュラーとして活躍していたため、この年の1980年モスクワオリンピックを戦うスペイン代表に選出された。本大会ではグループリーグ全3試合に出場して、初戦の東ドイツ戦を引き分けに持ち込む同点弾を決めた。しかし、スペインはグループリーグ全3試合を全て引き分けで終えたため、大会敗退が決まった。
オリンピックから1年経たない1981年3月25日、イングランド代表との親善試合でスペインフル代表デビューを飾った。その後も定期的に代表招集を貰い続けていたが、1982 FIFAワールドカップに出場するスペイン代表メンバー23人からは落選した。大会終了後、UEFA欧州選手権1984出場を目的にFCバルセロナへとステップアップしたアロンソは、UEFA欧州選手権1984予選を戦うスペイン代表のレギュラーに定着し、マルタ戦などの奇跡もあって、無事に本大会出場権を獲得した。しかし、1984年頃からレギュラーの座を奪われ、本大会には参加できたものの、出場機会は掴めなかった。欧州選手権終了後、クラブでの不遇もあって徐々に代表から遠のき、1985年9月25日のアイスランド戦を最後に代表から退いた。

## 指導者経歴
現役を引退後、アロンソはすぐに指導者に転身した。指導者キャリア初の仕事は、1994年から始まり、当時アトレティコ・マドリードの監督を務めていたホルヘ・ダレッサンドロのアシスタントコーチだった。翌年の1995年10月、ラージョ・バジェカーノから監督就任の打診を受け、自身初となる監督に就いた。シーズン途中就任だったが、序盤こそ安定した成績を残すも、4月からの4連敗などもあって、5月5日のレアル・バリャドリード戦を最後に解任された。
1996-97シーズンは、古巣ラシン・サンタンデールを指揮。フルシーズンを戦い42試合11勝17分14敗とまずまずの結果を残した。1998年には当時セグンダ・ディビシオンに降格していたセビージャFCの監督に就任。プリメーラ復帰が絶対条件だったクラブにおいて、昇格プレーオフを経て、セビージャをプリメーラ復帰に導いた。翌シーズンもセビージャの指揮を執ったが、2000年3月に解任された。
2000年10月、当時セグンダに落ち、低迷していたアトレティコ・マドリードの監督に就任した。リーグ第6節からの采配となり、昇格が期待されたが、4月に成績不振によってまたもや解任されてしまった。その後アトレティコは立て直し、CDテネリフェと同点の勝ち点74を稼いだが、テネリフェとの得失点差1によってプリメーラ昇格を逃してしまった。
アトレティコ・マドリード退任以降は、レアル・サラゴサやレアル・バリャドリード、マラガCFを率いたが、2008年のグラナダ74CF解任以降は監督業から離れた。

## 人物
- 実の父は1950年代のレアル・マドリードを支えたマルコス・アロンソ・イマスであり、実子のマルコス・アロンソ・メンドーサも同じくサッカー選手であり、現在はスペインのFCバルセロナに所属している[5]。また、イマス、ペーニャ、メンドーサの3人全員がスペイン代表に選出されたという記録も残している[5]。

- 2011年からはスポーツ製品を扱う企業であるプーマのスペイン、イタリア、ポルトガルにおけるマーケティング責任者を務める[6]。

## エピソード
- 自身はアトレティコ・マドリードのサポータであり、妻の家族も全員がアトレティコサポーターだったことから、息子のマルコス・アロンソ・メンドーサをアトレティコの下部組織に入団させようとしたが、メンドーサはより高いレベルの指導を受けられるとしてレアル・マドリードの下部組織に加入した[8]。

## 個人成績

### クラブ
2021年3月17日現在
| クラブ                   | シーズン     | リーグ戦       | リーグ戦 | リーグ戦 | 国王杯 | 国王杯 | UEFA大会 | UEFA大会 | その他 | その他 | 合計 | 合計 |
| クラブ                   | シーズン     | ディヴィジョン | 試合     | 得点     | 試合   | 得点   | 試合     | 得点     | 試合   | 得点   | 試合 | 得点 |
| ------------------------ | ------------ | -------------- | -------- | -------- | ------ | ------ | -------- | -------- | ------ | ------ | ---- | ---- |
| ラシン・サンタンデール   | 1977-78      | プリメーラ     | 17       | 1        | 5      | 0      | -        | -        | 0      | 0      | 22   | 1    |
| ラシン・サンタンデール   | 1978-79      | プリメーラ     | 34       | 4        | 8      | 2      | -        | -        | 0      | 0      | 44   | 6    |
| ラシン・サンタンデール   | クラブ通算   | クラブ通算     | 51       | 5        | 13     | 2      | -        | -        | 0      | 0      | 64   | 7    |
| アトレティコ・マドリード | 1979-80      | プリメーラ     | 29       | 1        | 10     | 2      | 1        | 0        | 0      | 0      | 40   | 3    |
| アトレティコ・マドリード | 1980-81      | プリメーラ     | 32       | 4        | 3      | 1      | -        | -        | 0      | 0      | 35   | 5    |
| アトレティコ・マドリード | 1981-82      | プリメーラ     | 29       | 5        | 4      | 0      | 2        | 0        | 0      | 0      | 35   | 4    |
| アトレティコ・マドリード | クラブ通算   | クラブ通算     | 110      | 12       | 17     | 3      | 3        | 0        | 0      | 0      | 130  | 15   |
| バルセロナ               | 1982-83      | プリメーラ     | 30       | 6        | 6      | 2      | 6        | 1        | 6      | 1      | 48   | 10   |
| バルセロナ               | 1983-84      | プリメーラ     | 34       | 12       | 5      | 0      | 5        | 0        | 0      | 0      | 44   | 12   |
| バルセロナ               | 1984-85      | プリメーラ     | 18       | 4        | 6      | 3      | -        | -        | 4      | 3      | 28   | 10   |
| バルセロナ               | 1985-86      | プリメーラ     | 16       | 5        | 3      | 0      | 9        | 1        | 0      | 0      | 28   | 6    |
| バルセロナ               | 1986-87      | プリメーラ     | 26       | 1        | 2      | 0      | 6        | 0        | 0      | 0      | 34   | 1    |
| バルセロナ               | クラブ通算   | クラブ通算     | 124      | 28       | 22     | 5      | 26       | 2        | 10     | 4      | 182  | 39   |
| アトレティコ・マドリード | 1987-88      | プリメーラ     | 26       | 2        | 4      | 0      | -        | -        | 0      | 0      | 30   | 2    |
| アトレティコ・マドリード | 1988-89      | プリメーラ     | 3        | 0        | 0      | 0      | -        | -        | 0      | 0      | 3    | 0    |
| アトレティコ・マドリード | 1989-90      | プリメーラ     | 0        | 0        | 0      | 0      | -        | -        | 0      | 0      | 0    | 0    |
| アトレティコ・マドリード | クラブ通算   | クラブ通算     | 29       | 2        | 4      | 0      | -        | -        | 0      | 0      | 33   | 2    |
| ログロニェス             | 1989-90      | プリメーラ     | 8        | 1        | 0      | 0      | -        | -        | 0      | 0      | 8    | 1    |
| ラシン・サンタンデール   | 1990-91      | セグンダB      | 7        | 3        | 0      | 0      | -        | -        | 5      | 0      | 12   | 3    |
| キャリア通算             | キャリア通算 | キャリア通算   | 309      | 49       | 56     | 10     | 29       | 2        | 15     | 4      | 409  | 65   |

### 代表
出場大会
- U-20スペイン代表
  - 1979年 - FIFAワールドユース選手権 (ベスト8)
- U-23スペイン代表
  - 1980年 - モスクワオリンピック (グループリーグ敗退)
- スペイン代表
  - 1984年 - UEFA欧州選手権 (準優勝)

試合数
Aマッチ 22試合 1得点 (1981年 - 1985年)
| スペイン代表 | 国際Aマッチ | 国際Aマッチ |
| 年           | 出場        | 得点        |
| ------------ | ----------- | ----------- |
| １９８１     | 5           | 0           |
| 1982         | 2           | 0           |
| 1983         | 6           | 0           |
| 1984         | 1           | 0           |
| 1985         | 3           | 1           |
| 通算         | 22          | 1           |

得点
| #  | 日付          | 会場                   | 対戦国       | 得点 | 結果 | 大会                          |
| -- | ------------- | ---------------------- | ------------ | ---- | ---- | ----------------------------- |
| 1. | 1985年6月12日 | ラウガルタルスヴェルル | アイスランド | 1–2  | 1–2  | 1986 FIFAワールドカップ・予選 |

## タイトル

### クラブ
FCバルセロナ
- ラ・リーガ : 1回 (1984-85)
- コパ・デル・レイ : 1回 (1982-83)
- スーペルコパ : 1回 (1983-84)
- コパ・デ・ラ・リーガ : 2回　(1982-83, 1985-86)

ラシン・サンタンデール
- セグンダ・ディビシオンB : 1回 (1990-91)